# Rüchardt實驗
Rüchardt實驗是测定理想气体绝热指数（即理想气体恒压热容与恒容热容之比）的一个著名实验。
该实验最早由Eduard Rüchardt (March 29, 1888 – March 7, 1962)引入，通过测定绝热气缸上活塞的微振动周期，从而得出绝热指数的数值。

## 原理

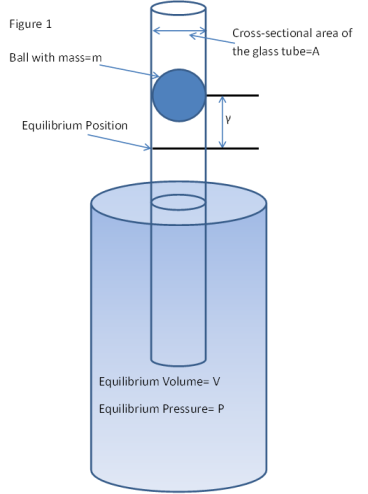
Rüchardt實驗装置示意图

如图所示，压强为P的理想气体置于绝热容器中，该容器上方连有一截面积为A的竖直绝热管，管内有一质量为m的活塞，活塞上方连通大气。活塞与管壁的摩擦可忽略。被封闭气体的总体积为V；整个装置处于重力场g中。
现在考虑活塞在平衡位置附近做小幅振动的情形。假设活塞偏离平衡位置的位移为x，则此时，作用于活塞的外力F为：
{\displaystyle F=A\mathrm {d} P}
其中dP是此时气体压强与活塞处平衡位置时的压强P之差。根据牛顿第二定律，此时活塞的加速度a为：
{\displaystyle a={\frac {\mathrm {d} ^{2}x}{\mathrm {d} t^{2}}}={\frac {A}{m}}\mathrm {d} P}
由于活塞在平衡位置附近做小幅振动时，容器内的气体经历准静态绝热过程。由泊松方程可知：
{\displaystyle V^{\gamma }\mathrm {d} P+\gamma PV^{\gamma -1}\mathrm {d} V=0}
{\displaystyle \mathrm {d} P=-{\frac {\gamma P}{V}}\mathrm {d} V}
其中dV是容器内气体体积的变化量，显然有：
{\displaystyle \mathrm {d} V=Ax}
联立以上五式，可得活塞运动的微分方程：
{\displaystyle {\frac {\mathrm {d} ^{2}x}{\mathrm {d} t^{2}}}+{\frac {\gamma PA^{2}}{mV}}x=0}
这是一个二阶线性微分方程。通过求解可知活塞的振动周期T为：
{\displaystyle T={\frac {2\pi }{\omega }}=2\pi {\sqrt {\frac {mV}{\gamma P{A}^{2}}}}}
因而通过测定活塞的振动周期T即可得到绝热指数γ的值：
{\displaystyle {\gamma }={\frac {4\pi ^{2}mV}{A^{2}PT^{2}}}}

## 延伸阅读
- A new microcomputer-based laboratory version of the Ruchardt experiment for measuring the ratio C p /C v in air（页面存档备份，存于）